# Biet Mikael
Biet Mikael  (Koudous-Mikaël) es una iglesia de culto ortodoxo etíope situada en Lalibela, en la región de Amhara (Etiopía). Es una de las iglesias rupestres de dicha ciudad que fueron declaradas Patrimonio de la Humanidad por la Unesco en el año 1978, formando parte del grupo septentrional.
Según ciertos autores, Biet Mikael y Biet Debre Sina son un único edificio, siendo «Debre Sina» su nombre antiguo.

## Descripción
La iglesia se alza en paralelo a Biet Debre Sina, siendo el muro oeste el único que linda con la zanja.
Son visibles diversos tipos de ventana, entre ellos tragaluces en forma de cruz griega, tres en la nave norte y dos en la nave sur. Sobre esas ventanas se percibe una abertura semicircular de estilo Aksum
El interior de la iglesia es rectangular con un alargamiento hacia el este. Tres pilares cruciformes separan dos naves de distinta anchura, divididas en cuatro tramos. La nave sur mide 2,5 metros de ancho, y la otra 3,5. El interior tiene unas medidas aproximadas de 10,7 metros de largo, 6 de ancho y 4,4 de altura. Las columnas exteriores miden entre 80 cm y un metro.
Los arcos se sostienen sobre impostas; la nave es más ancha y los arcos transversales que atraviesan la nave norte son arcos rebajados. Los muros entre las impostas están decorados por una cornisa. En el muro oeste son visibles nichos de forma rectangular y tragaluces cruciformes. La pequeña cella de Iyasu mide 2 x 1,30 metros, y sin duda se talló después que la iglesia.
La entrada principal de Biet Mikael se abría por el oeste, en el eje de la puerta sur de Biet Debre Sina. Más tarde se talló una nueva entrada en el tercer tramo.
En los nichos de los muros norte, sur y este se han esculpido las figuras de siete santos en tamaño mayor que el real:
- en el muro norte: Gebre Kristos, Esteban y Miguel

- en el muro sur: Juan, Tcherkos y Jorge

- en el muro este: María 
Las formas son rígidas, y el modelo ha sido concebido para una visión frontal. Con excepción de Tcherkos, todos los santos llevan capucha, todos sostienen un pergamino o un libro en la mano izquierda, y en la derecha, un bastón en forma de cruz. Todos miden 3 metros de alto, salvo Tcherkos, que mide 2,20 metros. Por encima de esta figura, se abre una ventana sobre Debre Sina. Es probable que las inscripciones de los marcos sean posteriores. A causa en parte de la erosión, las figuras de los muros norte y este están peor conservadas.
A ambos lados de una tumba en bajorrelieve se ven dos ángeles, y en el interior de esta tumba, se percibe el cuerpo de Cristo. En el tramo noreste se ha esculpido una estatua de María.
La tumba del rey Gebre Mesqel Lalibela podría estar bajo una losa de piedra en el tercer tramo norte. No se sabe si debajo hay una cripta o una tumba rupestre.
En el muro se abre una puerta hacia la capilla Biet Golgotha Selassie.